# Ridgeland (Wisconsin)
Ridgeland és una població dels Estats Units a l'estat de Wisconsin. Segons el cens del 2000 tenia 265 habitants.

## Demografia
Segons el cens del 2000, Ridgeland tenia 265 habitants, 123 habitatges, i 70 famílies. La densitat de població era de 243,6 habitants per km².
Dels 123 habitatges en un 27,6% hi vivien nens de menys de 18 anys, en un 46,3% hi vivien parelles casades, en un 8,9% dones solteres, i en un 42,3% no eren unitats familiars. En el 41,5% dels habitatges hi vivien persones soles el 26% de les quals corresponia a persones de 65 anys o més que vivien soles. El nombre mitjà de persones vivint en cada habitatge era de 2,15 i el nombre mitjà de persones que vivien en cada família era de 2,93.
Per edats la població es repartia de la següent manera: un 26,8% tenia menys de 18 anys, un 3,8% entre 18 i 24, un 23% entre 25 i 44, un 17% de 45 a 60 i un 29,4% 65 anys o més.
L'edat mediana era de 40 anys. Per cada 100 dones de 18 o més anys hi havia 78 homes.
La renda mediana per habitatge era de 25.000 $ i la renda mediana per família de 36.875 $. Els homes tenien una renda mediana de 24.844 $ mentre que les dones 21.125 $. La renda per capita de la població era de 13.257 $. Aproximadament el 12,5% de les famílies i el 15,8% de la població estaven per davall del llindar de pobresa.

## Poblacions més properes
El següent diagrama mostra les poblacions més properes.